# Paramidea limonea
Paramidea limonea es una especie de mariposa perteneciente a la familia Pieridae.

## Descripción
El fondo de las alas es de color blanco. En el margen costal presenta serie de manchas negras casi ausentes. El margen costal es curvo o cóncavo, ápice es puntiagudo y margen externo es curvo. En el ápice presenta una franja oscura y una mancha subapical de color naranja un poco más chica. En el margen externo con superficie blanca presenta lúnulas negras y en el área del ápice (área oscura) lúnula blancas. En la célula discal en el área próxima al ápice tienen un punto negro. en la región basal de ambas alas presenta escamas negras. Las alas posteriores en su vista dorsal el fondo es de color blanco amarillento con lúnulas negras en el margen externo. Ventralmente las alas anteriores son de color blanco amarillento, el borde externo y ápice con  franjas o triángulos negros, el área apical tiene motas negras y en la subapical se transparenta ligeramente la macha anaranjada del dorso. La célula discal en su área más apical presenta una mancha negra. Las alas posteriores en su vista ventral son de color blanco amarillento con manchas irregulares de color gris-verdoso, abarcando toda el ala, con pelos negros y blancos en el borde externo. La cabeza tiene pelos blancos y negros en el dorso, el tórax está cubierto con pelos negros al igual que el abdomen. Ventralmente cabeza, tórax y abdomen están cubiertos de pelo blanco. Las antenas son de color blanco, con fondo negro.

## Distribución
Se distribuye por el este y centro de México, en los estados de Jalisco, Veracruz, Hidalgo, Puebla, San Luis Potosí, Tamaulipas, Durango, México y Distrito Federal.

## Hábitat
El tipo de vegetación en donde habita esta especie es selva baja caducifolia y matorral espinoso con espinas terminales.

## Estado de conservación
No está enlistada en la NOM-059, ni tampoco evaluada por la UICN. 